# Reinhard Hesse (Philosoph)
Reinhard Hesse (* 6. Juni 1945 in Warstein) ist ein deutscher Philosoph und Politikwissenschaftler.

## Leben
Nach dem Abitur am Ostendorf-Gymnasium Lippstadt studierte er in Konstanz (ab 1966), Straßburg und Gießen Philosophie, Geschichte, Romanistik und Politikwissenschaft (M.A.-, Lic. phil.- und Staatsexamen (Philosophie, Geschichte) an der Universität Konstanz). Nach der Promotion im Fach Philosophie der Universität Konstanz (Thema der Dissertation: „Geschichtswissenschaft in praktischer Absicht. Vorschläge und Kritik“, Doktorvater: Friedrich Kambartel) war er von 1974 bis 1989 wissenschaftlicher Assistent im Fach Philosophie an den Pädagogischen Hochschulen Ludwigsburg und Esslingen. 
Von 1977 bis 2010 führten Hesse DAAD-Philosophie-Gastprofessuren für jeweils 1–3 Monate an Universitäten in Paris (Sorbonne), Shanghai, Neu-Delhi, Mysore (Indien), Rio de Janeiro, Goiania, Recife, Bandung, Sofia, Aichi (Vorlesungen auf Deutsch, Englisch, Französisch, Portugiesisch und Spanisch). Von 1989 bis 1993 lehrte er als DAAD-Philosophie-Gastprofessor an der Universidade Federal de Santa Catarina; Aufgabe: Aufbau eines Magisterkurses (M.A.) im Fach Philosophie in Kooperation mit dem brasilianischen Bildungsministerium. 
Nach der Habilitation 1991 in Politischer Ethik an der Universität Rostock (Thema: „Die Einheit der Vernunft als Überlebensbedingung der pluralistischen Welt“) lehrte er von 1994 bis 1995 als Lehrstuhlinhaber (C4) für Internationale Beziehungen am Institut für Politikwissenschaft der Universität Gießen und von 1996 bis zur Pensionierung 2010 auf dem Lehrstuhl (C4) für Philosophie und Ethik an der PH Freiburg. 
Von 1999 bis 2002 hatte Hesse im Auftrag der deutschen Regierung mehrere Einsätze in einem Projekt der Weltbank: Beratung des Wissenschaftsministeriums Colombo bei der Reform der Lehrerbildungsinstitutionen, Sri Lanka. Von 2011 bis 2012 war er im Auftrag der deutschen Regierung sechs Monate lang Berater des Erziehungsministeriums Duschanbe (Tadschikistan, EU-Projekt für Zentralasien). Im Auftrag des Auswärtigen Amtes Berlin war er OSZE-Wahlbeobachter bei Präsidentschafts- resp. Parlamentswahlen in Kasachstan, Armenien, Aserbaidschan, Albanien, Mazedonien, Bulgarien.
Er ist Mitglied der Deutschen Gesellschaft für Philosophie, der Gesellschaft für Kritische Philosophie und der Deutschen Gesellschaft für Auswärtige Politik, Berlin.

## Veröffentlichungen (Auswahl)
- Geschichtswissenschaft in praktischer Absicht. Vorschläge und Kritik. Wiesbaden 1979, ISBN 3-515-03216-9.
- Die Einheit der Vernunft als Überlebensbedingung der pluralistischen Welt. Problemskizzen politischen Denkens und Handelns. Berlin 1994, ISBN 3-428-07777-6.
- Worum geht es in der Philosophie? Grundfragen der Philosophie zwischen Wahrheit und Macht. LIT-Verlag, Berlin / Aachen 2008, ISBN 978-3-8258-1187-7.
- Ich schrieb mich selbst auf Schindlers Liste. Die Geschichte von Hilde und Rose Berger. Gießen 2013, ISBN 978-3-8379-2273-8.